# Bockasjön, Småland
Bockasjön är en sjö i Älmhults kommun i Småland och ingår i Mörrumsåns huvudavrinningsområde. Sjön har en area på 0,0888 kvadratkilometer och ligger 167 meter över havet.

## Delavrinningsområde
Bockasjön ingår i det delavrinningsområde (626953-142777) som SMHI kallar för Rinner till Utloppet av Åsnen. Medelhöjden är 149 meter över havet och ytan är 36,5 kvadratkilometer. Det finns inga avrinningsområden uppströms utan avrinningsområdet är högsta punkten. Avrinningsområdets utflöde Mörrumsån (Åbyån) mynnar i havet. Avrinningsområdet består mestadels av skog (45 procent). Avrinningsområdet har 150,34 kvadratkilometer vattenytor vilket ger det en sjöprocent på 30,8 procent.